# Aleksej Ovčinin
Aleksej Nikolaevič Ovčinin (in russo Алексей Николаевич Овчинин?; Rybinsk, 28 settembre 1971) è un cosmonauta russo.
Ha preso parte a due missioni di lunga durata Sojuz TMA-20M (Expedition 47/48) nel 2016 e Sojuz MS-12 (Expedition 59/60) nel 2019. Nel 2018 venne lanciato sulla Sojuz MS-10 per l'Expedition 57/58 ma un incidente al lancio provocò l'interruzione della missione. L'11 settembre 2024 è partito per la sua terza missione spaziale, a bordo della Sojuz MS-26 (Expedition 72). Ha fatto ritorno sulla Terra il 20 aprile 2024, dopo 220 giorni di missione.

## Biografia

### Carriera militare
Nel 1988 iniziò a frequentare la Scuola militare aeronautica per piloti di Borisoglebsk, prima di trasferirsi a quella di Ejsk, dove si diplomò nel 1992 come pilota-ingegnere. Tra l'agosto del 1992 e febbraio del 1998 servì alla stessa scuola come pilota-istruttore, e poi fino a settembre 2003 come comandante di volo all'Istituto Aeronautico di Krasnodar. Dall'ottobre del 2003 fu comandante di volo del 70º reggimento d'addestramento per scopi speciali presso il Centro di addestramento cosmonauti Jurij Gagarin (GCTC). Durante il servizio militare volò sugli aerei Yak-52 e L-39, accumulando più di 1300 ore di volo. È qualificato come pilota-istruttore di seconda classe ed è un tenente colonnello di riserva.

### Carriera di cosmonauta
Nell'ottobre del 2006 venne selezionato come candidato cosmonauta del GCTC (Gruppo TsPK 14), terminando l'addestramento di base e qualificandosi come cosmonauta collaudatore a giugno 2009.
A settembre 2013 Ovčinin prese parte all'addestramento ESA CAVES, passando sei giorni senza tornare in superficie all'interno della grotta Su Bentu, in Sardegna, con l'astronauta ESA Paolo Nespoli, l'astronauta canadese Jeremy Hansen, gli astronauti NASA Michael Barratt e Jack Fischer e l'astronauta giapponese Satoshi Furukawa. L'addestramento CAVES presenta numerosi fattori in comune con il volo spaziale, come l'isolamento, la solitudine, la mancanza di aiuto esterno, la risoluzione tempestiva dei problemi, il lavoro di squadra e tutto questo in un contesto multiculturale. A marzo 2015 fu comandante di riserva della Sojuz TMA-16M. 

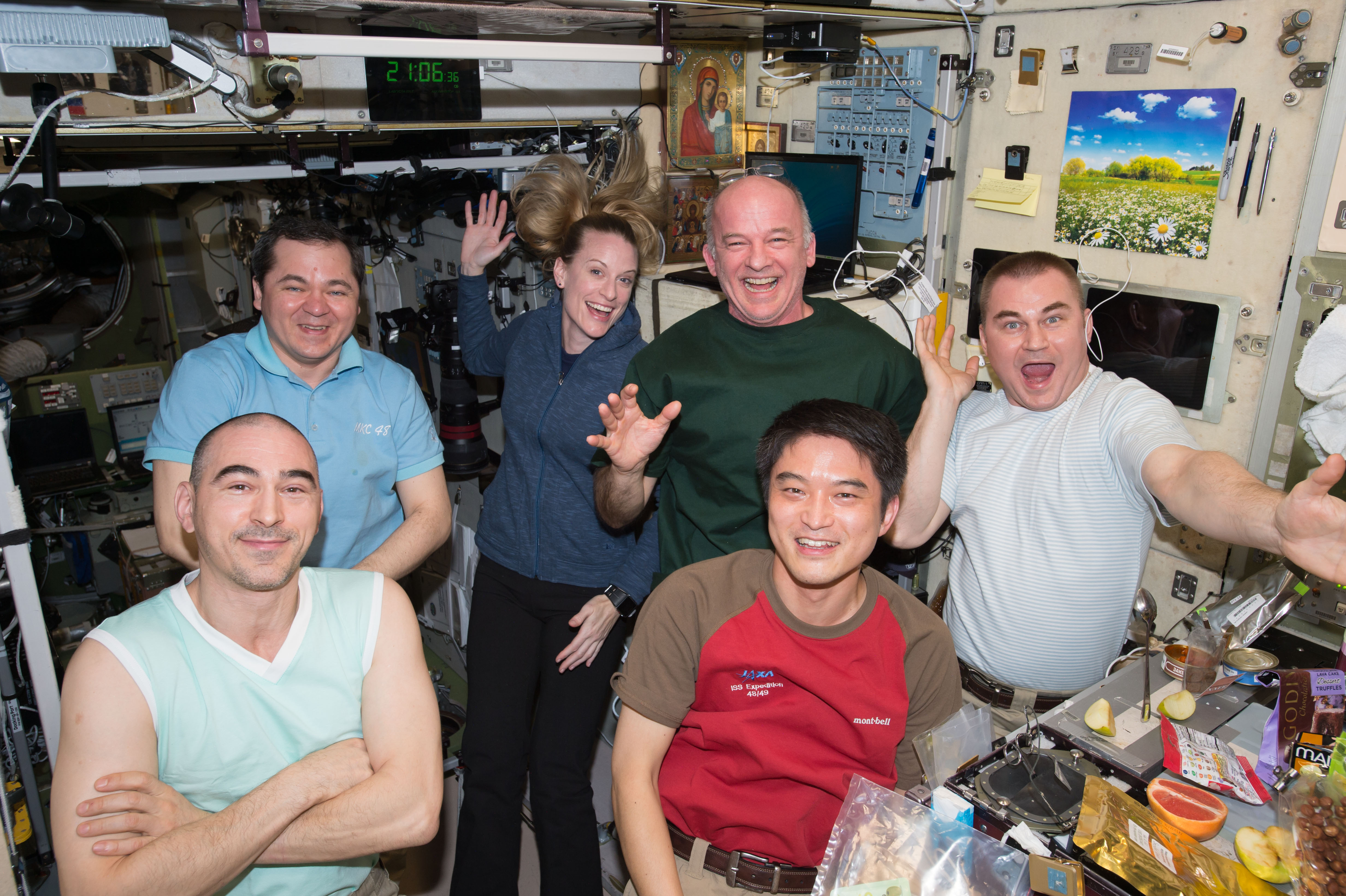
Ovčinin (estrema destra) e il resto dell'equipaggio della Expedition 48 durante un pasto nel modulo Zvezda

#### Sojuz TMA-20M (Expedition 47/48)
Il 18 marzo 2016 partì per la sua prima missione come comandante della Sojuz TMA-20M e ingegnere di volo dell'Expedition 47/48, con i colleghi Oleg Skripočka e Jeffrey Williams, l'ultima missione della versione TMA-M della Sojuz. Durante la missione si occupò della manutenzione della ISS, esperimenti scientifici e di supervisionare l'arrivo e/o la partenza delle navicelle cargo russe Progress M-29M, Progress MS-01, Progress MS-02, Progress MS-03. La navicella Progress MS-01, arrivata alla ISS nel dicembre 2015, eseguì il 1º luglio 2016 un breve test di volo; eseguì l'undocking dal modulo Pirs, si allontanò a una distanza di 180 metri per eseguire dei test e venne riattraccata nuovamente in modalità manuale dai cosmonauti Ovčinin e Skripočka circa mezz'ora dopo. Il test di sistema comprendeva la verifica del software di volo e un nuovo convertitore di segnale incorporato nel sistema di docking manuale migliorato per un futuro utilizzo sia nei veicoli Progress che nei veicoli Sojuz MS nell'improbabile caso in cui il sistema di rendezvous automatico Kurs rilevi un problema. Tornò sulla Terra il 7 settembre dello stesso anno, dopo 172 giorni sulla ISS.

#### Sojuz MS-10
L'11 ottobre 2018 venne lanciato con Nick Hague a bordo della Sojuz MS-10 per partecipare alla missione di lunga durata Expedition 57/58, ma dovette effettuare un atterraggio di emergenza a causa di un'anomalia al vettore Sojuz FG. Avendo raggiunto solamente i 93 km di altitudine, data la definizione di volo astronautico del FAI, questo volo viene considerato un volo suborbitale. A seguito del lancio fallito venne avviata un'investigazione per determinare le cause dell'incidente e le successive azioni da compiere per evitare che si ripresentasse. Per la durata dell'investigazione i voli Sojuz vennero interrotti, facendo rimanere la ISS abitata dai soli tre membri dell'equipaggio della Sojuz MS-09 per qualche mese.

#### Sojuz MS-12 (Expedition 59/60)
Il 3 dicembre 2018 venne assegnato all'equipaggio della Sojuz MS-12 (Expedition 59/60) insieme agli astronauti NASA Nick Hague e Christina Koch. A seguito del lancio della Sojuz MS-12, avvenuto il 14 marzo 2019 dal cosmodromo di Bajkonur, raggiunse la ISS sei ore dopo. Il 29 maggio 2019 svolse un'attività extraveicolare (EVA) insieme a Oleg Kononenko di sei ore, durante i quali installarono un corrimano sul Segmento russo tra i moduli Poisk e Zarja, rimossero il termosensore TP228 per ottenere una durata di vita della Sojuz MS di 370 giorni, recuperato i risultati dell'esperimento "Test" all'esterno del modulo Poisk per valutare i micro-danni causati da detriti spaziali e pulirono le finestre del modulo di ricerca Poisk. Inoltre, resero omaggio al cosmonauta Aleksei Leonov, il cosmonauta a svolgere la prima attività extraveicolare russa nel 1965, per il suo 85º compleanno.
Il 24 giugno 2019 il comandante dell'Expedition 59 Kononenko passò il comando a Ovčinin per l'Expedition 60. Con l'undocking della Sojuz MS-11, si concluse l'Expedition 59 e iniziò l'Expedition 60 sotto il comando di Ovčinin.

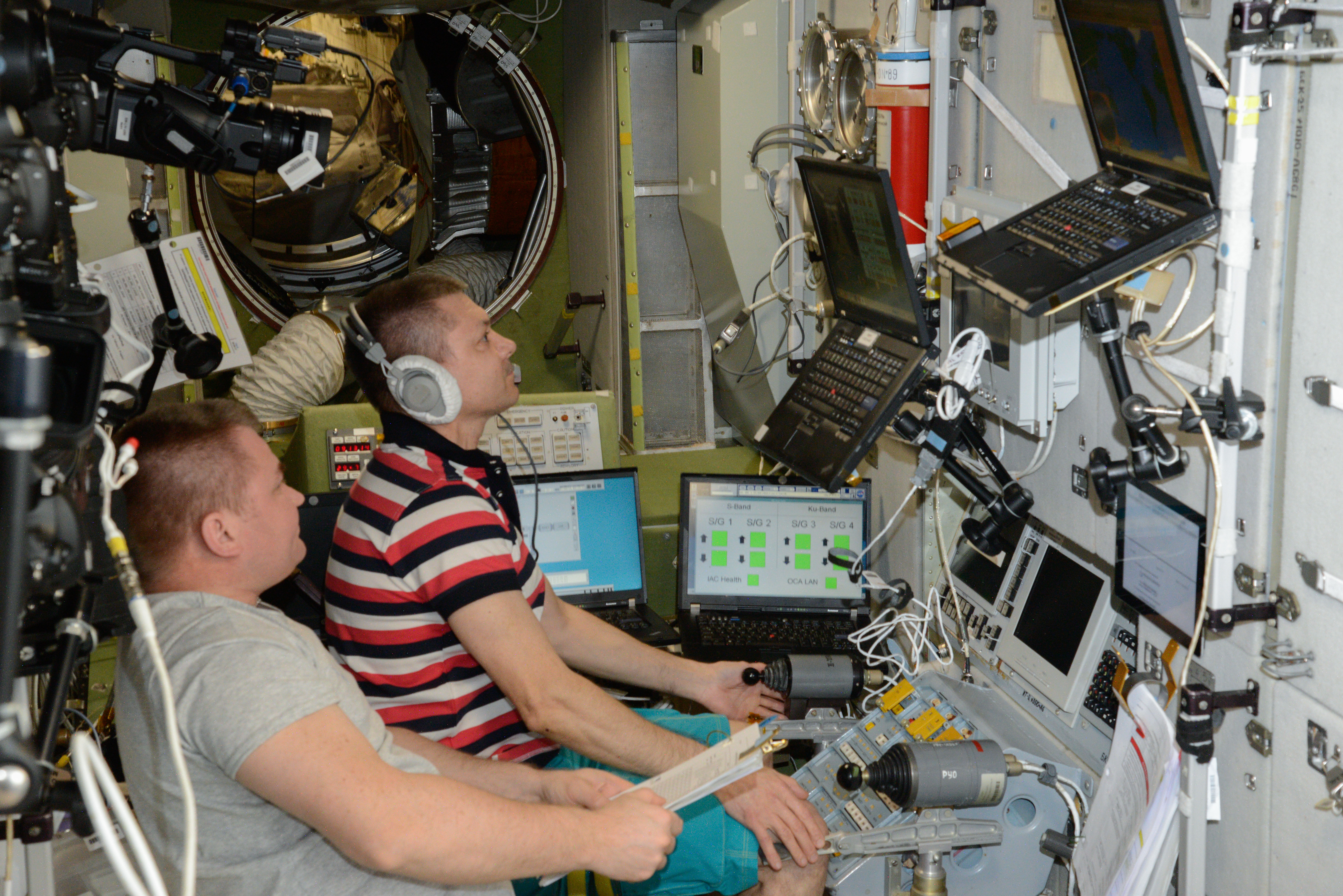
Ovčinin (sinistra) e Kononenko ripassano le procedure per pilotare una Progress con TORU

Il 22 agosto la navicella Sojuz MS-14 venne lanciata dal cosmodromo di Baikonur senza equipaggio con il lanciatore Sojuz-2.1a; fu la prima Sojuz ad essere lanciata con quel lanciatore e Roscosmos decise di non assegnare un equipaggio alla missione in caso di malfunzionamenti durante il lancio. Durante l'avvicinamento della navicella alla ISS del 24 agosto vennero rilevati dai problemi al suo sistema di rendezvous automatizzato Kurs a una distanza di circa 60 metri da Poisk che portò all'interruzione della procedura di docking. A differenza delle Progress, la navicella Sojuz non può essere pilotata dai cosmonauti dalla ISS con TORU perché ha sempre a bordo un cosmonauta che può intervenire e pilotare manualmente. La Sojuz MS-14 invece era senza equipaggio e perciò in caso di malfunzionamenti di Kurs non era possibile eseguire un docking con la ISS. Dopo ulteriori analisi da Centro di controllo missione di Roscosmos capì che poteva esserci un problema al sistema Kurs lato ISS del modulo Poisk ed era necessario attraccare a un altro modulo, il modulo Zvezda. Il 26 agosto il cosmonauta Aleksandr Skvortsov insieme a Luca Parmitano e Andrew Morgan a bordo della Sojuz MS-13 eseguì un undocking dal modulo Zvezda e riattraccò in modalità manuale al modulo Poisk. Il 27 agosto venne tentato un nuovo tentativo di docking al boccaporto Zvezda, lasciato libero dalla Sojuz MS-13, che andò a buon fine. Gli unici due cosmonauti a bordo della ISS in quel momento, Ovčinin e Skvortsov dovettero lavorare intensamente in quei giorni per non perdere la Sojuz MS-14. Poco prima del suo rientro sulla Terra, il 2 ottobre 2019 cedette il comandando all'astronauta italiano Luca Parmitano; Ovčinin rimase al comando della ISS per 100 giorni durante l'Expedition 60. Lasciò la ISS con l'ingegnere di volo Nick Hague e il partecipante al volo Hazza Al Mansouri il 3 ottobre 2019, atterrando nel Kazakistan tre ore dopo.

#### Sojuz MS-26 (Expedition 72)
Tornò nello spazio per la terza missione spaziale l'11 settembre 2024 come comandante della Sojuz MS-26 insieme agli ingegneri di volo Ivan Vagner e Donald Pettit per la missione di lunga durata Expedition 72.

## Vita privata
All'età di 14 anni ha iniziato a studiare e pilotare l'aereo Yak-52 e a 18 anni si è diplomato alla Scuola di musica nel corso di pianoforte.